# Kopalnia Węgla Kamiennego Kazimierz-Juliusz

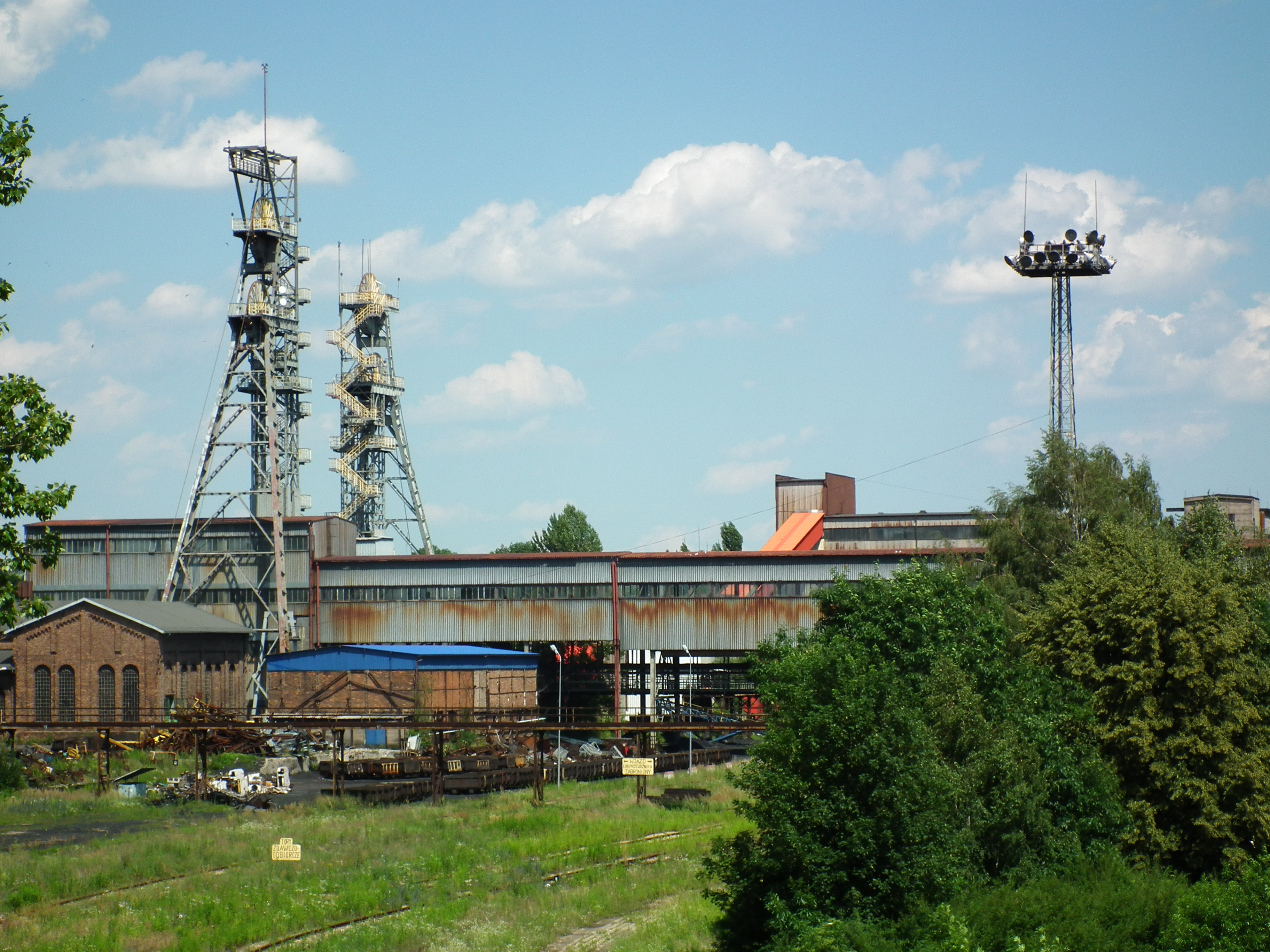
Stacja kolejowa

Kopalnia Węgla Kamiennego „Kazimierz-Juliusz” – kopalnia węgla kamiennego na terenie Sosnowca w dzielnicy Kazimierz, działająca w latach 1874–2015. KWK „Kazimierz-Juliusz” była ostatnią czynną kopalnią w Zagłębiu Dąbrowskim.

## Zarys historyczny
W 1874 r. na terenie wsi Porąbka Warszawskie Towarzystwo Kopalń Węgla i Zakładów Hutniczych rozpoczęło wydobycie węgla kamiennego w kopalni odkrywkowej „Kazimierz”. W latach 1879–1884 zbudowano kopalniane szyby głębinowe I i II oraz rozpoczęto eksploatację pokładu redenowskiego systemem zabierkowo-komorowym. W kolejnych latach uruchomiono szyby III–V, a w 1902 r. wprowadzono  podsadzkę płynną. W 1902 r. Towarzystwo przystąpiło do budowy w Porąbce kopalni „Juliusz”, która rozpoczęła wydobycie w 1914 r. dzięki zgłębieniu szybów Juliusz i Karol. Dla pracowników kopalni na terenie Kazimierza wzniesiono w latach 20. XX wieku domy dla robotników i urzędników kopalni. W latach 1935–1938 podjęto zakończone sukcesem prace zmierzające do połączenia obu zakładów górniczych przy wykorzystaniu drążonego na głębokości 600 m przekopu. W wyniku przedsięwzięcia powstała zespolona kopalnia składającą się z dwóch ruchów, w których znajdowały się niezależne kompleksy wydobywczo-przeróbcze z całą infrastrukturą techniczną i usługową dla prowadzenia działalności produkcyjnej. Podczas II wojny światowej w 1942 r. kopalnia „Kazimierz-Juliusz” została przejęta przez niemiecką firmę Preussag z Berlina. W 1945 r. po upaństwowieniu zakład włączono w struktury Dąbrowskiego Zjednoczenia Przemysłu Węglowego w Sosnowcu oraz przyłączono do niego nieczynną kopalnię „Dorota”.Pod koniec lat 40. wydobycie prowadzono przy wykorzystaniu szybów wydobywczych Kazimierz I, Kazimierz II i Juliusz oraz dwóch wentylacyjno-materiałowych Kazimierz i Karol. Dzięki rozpoczętym w latach 1956–1958 pracom inwestycyjnym pogłębiono szyby wentylacyjno-materiałowe, umożliwiając eksploatację z pokładu 510 w nowych partiach. Uruchomiono stację sejsmiczną, centralną dyspozytornię, kopalnianą stację ratownictwa górniczego, łaźnię i lampiarnię oraz usprawniono procesy wydobywcze, wprowadzając obudowy zmechanizowane i kombajny. W 1972 r. rozpoczęto modernizację urządzeń wydobywczo-wyciągowych. W 1982 r. kopalnia „Kazimierz-Juliusz” weszła w skład Zrzeszenia Kopalń Węgla Kamiennego w Sosnowcu, które przekształcono w 1985 r. w Dąbrowskie Gwarectwo Węglowe. W latach 1991–1997 zlikwidowano Ruch II-Juliusz, dokonując restrukturyzacji techniczno-organizacyjnej zakładu. Od tej chwili kopalnia posiadała jeden poziom wydobywczy w rejonie Kazimierz z szybami centralnymi Kazimierz II (wydobywczy), Kazimierz I (zjazdowo-wydobywczy) i Kazimierz V (wentylacyjno-materiałowy oraz szybami peryferyjnymi Maczki (wentylacyjno-materiałowo-podsadzkowy) i Karol (zjazdowo-materiałowy). Istniał poziom wydobywczy (poziom IV), który służył do transportu urobku do zbiornika skipowego przy szybie Kazimierz II i wentylacyjne 50 m od szybu Maczki i 123 m od szybu Karol. W 1988 r. w wyniku podjęcia reform rządowych kopalnia została przyłączona do  Przedsiębiorstwa Eksploatacji Węgla „Wschód” w Sosnowcu. W 1993 r. Kopalnia Węgla Kamiennego „Kazimierz- Juliusz” weszła jako jednoosobowa spółka akcyjna w skład Katowickiego Holdingu Węglowego S.A., a w 1996 r. została przekształcona w spółkę z ograniczoną odpowiedzialnością.  

## Eksploatacja
Kopalnia „Kazimierz-Juliusz” prowadziła eksploatację złoża węgla kamiennego „Kazimierz-Juliusz I” w obszarze górniczym „Kazimierz-Juliusz I” o powierzchni 23,08 km². Obszar ten położony był w zasadniczej części w granicach administracyjnych miasta Sosnowiec oraz częściowo Dąbrowy Górniczej i Jaworzna. W części macierzystej złoża, KWK „Kazimierz-Juliusz” prowadziła eksploatację pokładów warstw rudzkich i siodłowych: 409/1-2, 418, 420 i 510, o miąższości od 1,2 do 22,0 m (pokład 510) na głębokości od 0 do 740 m ppt. Zapoczątkowała została eksploatacją prowadzoną od wychodni metodą odkrywkową przez kopalnie „Feliks” już w pierwszej połowie XIX wieku (około 1825 r.). W części północnej i północno-wschodniej (już poza OG „Kazimierz-Juliusz”) eksploatację od wychodni pokładów warstw brzeżnych: 816, 819, 823, 829 i 833 (o grubości od 0,7 do 2,0 m), prowadziły następujące zakłady górnicze: kopalnia „Paryż”, kopalnia „Dorota” (eksploatowała w latach 1933-44) oraz kopalnie „Jakub I” (istniała w latach 1880-84) i „Jakub II” (eksploatowała w latach 1908-1910, następnie połączona z kopalnią „Kazimierz”, ponownie wyodrębniona w  1924 r., funkcjonująca do końca 1935 r.). W 1938 r. kopalnia wydobyła 918 384, a w 1979 r. 2 135 140 ton węgla kamiennego. W 1950 r. zatrudniała średnio 4 032 osoby. W latach 1991–2000 liczba pracowników spadła z 4 201 do 2 217. Kopalnia prowadziła wydobycie w trudnych warunkach geologiczno-górniczych. W eksploatowanych pokładach występowały zagrożenia naturalne: IV i V poziom samozapalności, I stopień zagrożenia metanowego, I–III stopień zagrożenia wodnego i III poziom zagrożenia tąpaniami. Duże nachylenie pokładu, które dochodziło do 45 stopni, wymusiło wprowadzenie tzw. podbierkowego systemu eksploatacji.

## Likwidacja kopalni
Dnia 6 listopada 2014 r. Katowicki Holding Węglowy podpisał ze Spółką Restrukturyzacji Kopalń Sp z o.o. umowę sprzedaży Kopalni Węgla Kamiennego „Kazimierz- Juliusz” (kwota transakcji pomiędzy obiema należącymi do państwa spółkami wyniosła symboliczną złotówkę). Pracownicy kopalni zostali przejęci przez KHW, ale 568 z nich zostało formalnie oddelegowanych do pracy w Kazimierzu-Juliuszu, gdzie przez kilka miesięcy trwało jeszcze wydobywanie reszty węgla. Transakcja kupna kopalni przez SRK była możliwa dzięki zakończonym pracom legislacyjnym, które zmieniły ustawę o funkcjonowaniu górnictwa węgla kamiennego, co umożliwiło przejęcie kopalni przez SRK i w konsekwencji pokrycie przez budżet państwa jej zobowiązań w wysokości ok. 120 mln zł oraz kosztów likwidacji, szacowanych na 160 mln zł – w sumie 280 mln zł..
Ostatnią tonę węgla uroczyście wydobyto na powierzchnię 29 maja 2015 r.. Do końca 2016 r. trwała likwidacja dołu kopalni zakładu górniczego, a do końca 2019 r. miała potrwać całkowita likwidacja – powierzchni. W czasie prac likwidacyjnych konserwator zabytków uznał dwie z płaskorzeźb za na tyle cenne, że zdecydował o odkuciu ich i wydobyciu na powierzchnię. Tym samym stały się one jednymi z nielicznych pamiątek po zamykanej kopalni. 
W 2020 r. Spółka Restrukturyzacji Kopalń przekazała Sosnowcowi pokopalniane budynki w Kazimierzu Górniczym z kompleksem bhp, stacją ratownictwa górniczego oraz maszynownią i wieżą szybu Kazimierz I. 9 października 2024 r. podpisano list intencyjny w sprawie przekazania na rzecz miasta następnych 40 hektarów pokopalnianych działek.